# Františka Šarlota d'Aubigné
Françoise Charlotte d'Aubigné celým jménem Françoise Charlotte Amable d'Aubigné (5. května 1684 – 6. října 1739) byla francouzská šlechtična a manželka Adriena Maurice z Noailles.

## Život

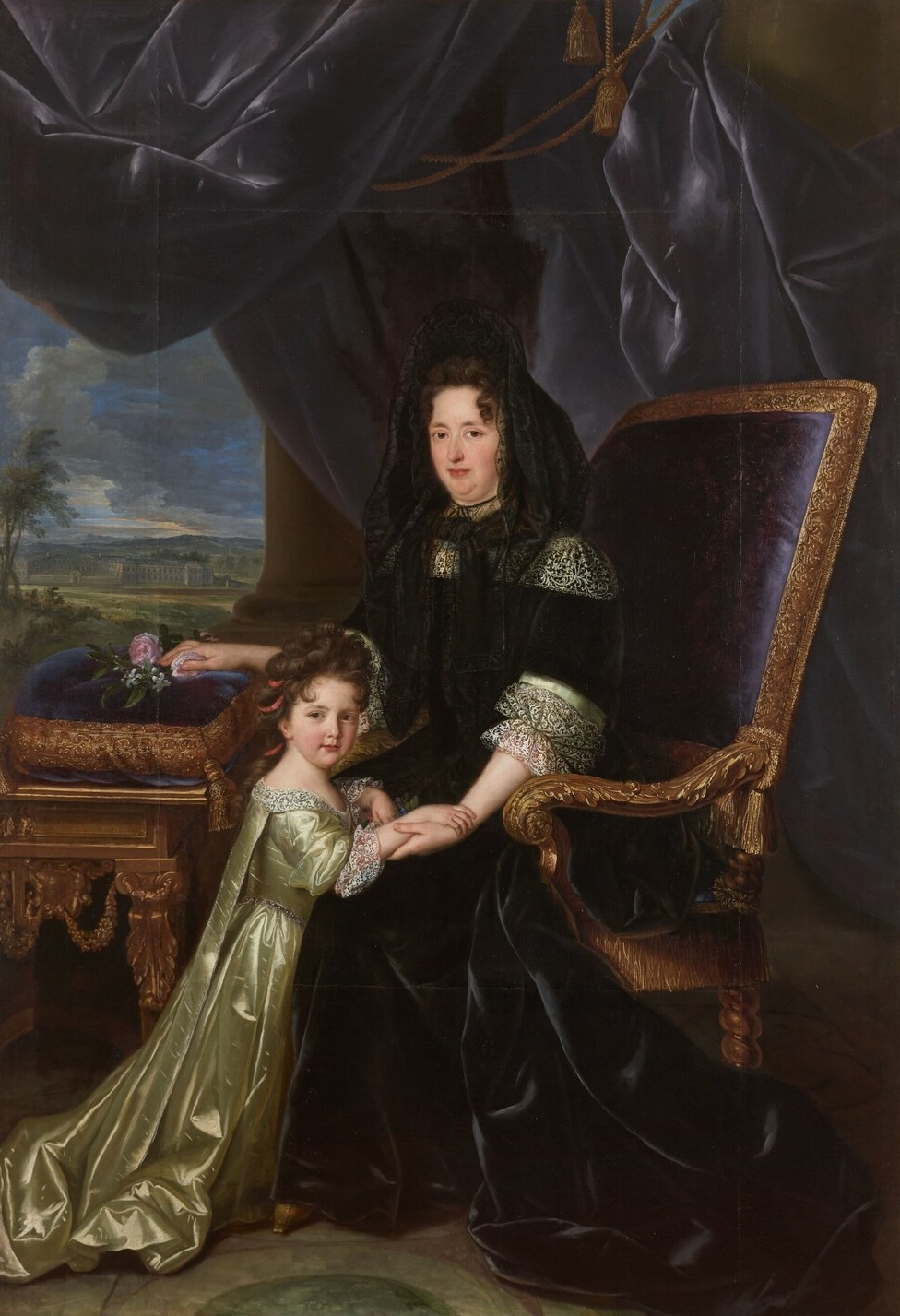
Françoise se svou tetou Maintenon, 1688

Byla jediným dítětem Karla d'Aubigné a Geneviève Piètrové, kteří se vzali 23. února roku 1678. Françoise pomáhala vychovávat její teta Madame de Maintenon, neboť manželský pár neměl dostatečné množství peněz na její výchovu. Maintenon však vychovávala za předpokladu, že jejich dceru bude vychovávat podle jejích požadavků a že bude rozhodovat o tom, za koho se nakonec Françoise vdá. Výsledkem toho všeho bylo, že Françoise později zdědila Maintenonské panství po Madame de Maintenon, která ho vlastnila od roku 1674.
Françoise se vdala 31. března roku 1698 za francouzského šlechtice a vojáka Adriena Maurice z Noailles. V té době jí bylo 13 let a během následujících 20 let spolu měli 6 dětí.
Po smrti hlavních generála jménem Anne Jules de Noailles roku 1708 se stal Adrien Maurice 3. vévodou z Noailles a jeho manželka vévodkyní.
Françoise zemřela roku 1739 ve věku 55 let, avšak její manžel žil ještě 27 let a zemřel později ve Versailles, ve věku nedožitých 88 let. Jejich dva synové Ludvík z Noailles a Filip se také stali maršály Francie. Mladší syn Filip byl popraven za období Velké francouzské revoluce, konkrétně za jakobínského teroru v roce 1794, zatímco Ludvík zemřel ještě předtím, než se jakobínský teror plně rozmohl a to roku 1793.
Jejím synovcem byl i Ludvík Jan Maria Bourbonský, jeden z nejbohatších mužů té doby v Evropě a také Victor-Marie d'Estrées, vévoda d'Estrées a státník. Mezi její další potomky patřila markýza Adriana de La Fayette, manželka známého Gilberta du Motiera, markýze de La Fayette.

## Tituly
- 5. května 1684 – 31. března 1698 Françoise Charlotte d'Aubigné
- 31. března 1698 – 2. října 1708 hraběnka z Ayenu
- 2. října 1708 – 6. října 1739 vévodkyně z Noailles